# TJ・ハッサン
TJ・ハッサン（TJ Hassan、1981年5月23日 - ）は、イギリスの俳優。

## 出演作品
- ハリケーンアワー
- チェンジ・アップ/オレはどっちで、アイツもどっち!?